# Metropolis (album de Peter Cincotti)
Pour les articles homonymes, voir Metropolis.
Albums de Peter Cincotti
East of Angel Town
(2007)
Metropolis est le quatrième album de l'auteur-compositeur-interprète Peter Cincotti, sorti le 22 mai 2012 aux États-Unis et le 29 mai 2012 en France. Il est composé de 12 chansons entièrement écrites par Peter Cincotti.

## Morceaux
1. Metropolis - 4:25
2. My Religion - 3:48
3. Do Or Die - 3:48
4. Take A Good Look - 4:16
5. Nothing's Enough - 3:44
6. Magnetic - 4:07
7. Graffiti Wall - 3:40
8. Fit You Better - 3:21
9. Madeline - 4:01
10. World Gone Crazy - 3:23
11. Forever And Always - 4:12
12. Before I Go - 3:35